# Aleksiej Jesin
Aleksiej Jurjewicz Jesin (ros. Алексей Юрьевич Есин; ur. 3 grudnia 1987 w Kołomnie) – rosyjski łyżwiarz szybki, brązowy medalista mistrzostw świata.

## Kariera
Największy sukces w karierze Aleksiej Jesin osiągnął w 2015 roku, kiedy zajął trzecie miejsce podczas mistrzostw świata w sprincie w Astanie. W zawodach tych wyprzedzili go jedynie jego rodak, Pawieł Kuliżnikow oraz Hein Otterspeer z Holandii. Jest to jedyny medal wywalczony przez Jesina na międzynarodowej imprezie tej rangi. Wielokrotnie startował w zawodach Pucharu Świata, jednak nigdy nie stanął na podium zawodów indywidualnych. Najlepsze wyniki osiągnął w sezonie 2012/2013, kiedy zajął dziewiąte miejsce w klasyfikacji końcowej 1000 m. W 2010 roku wystartował w biegach na 500 i 1000 m na igrzyskach olimpijskich w Vancouver, jednak zajmował miejsca w trzeciej dziesiątce. Na rozgrywanych cztery lata później igrzyskach w Soczi był między innymi szesnasty na 500 m oraz szósty w wyścigu drużynowym.